# Graphia strigosa
Graphia strigosa là một loài ruồi trong họ Tachinidae.